# Radio Ga Ga
Radio Ga Ga ist ein Rocksong von Queen aus dem Jahr 1984, der von Roger Taylor geschrieben wurde und auf dem Album The Works erschien. Der Titel wurde am 23. Januar 1984 vorab als Single veröffentlicht und erreichte in zahlreichen Ländern die Spitze der Charts; in Großbritannien erlangte die Single Silber-Status.
Radio Ga Ga zählt zu den meistverkauften Singles von Queen und ist die kommerziell erfolgreichste Komposition Roger Taylors. Der Titel gab der Sängerin Lady Gaga die Inspiration zu ihrem Namen.

## Aufnahme
Das in F-Dur komponierte Stück entstand 1983 in Los Angeles. Produziert wurde es von Queen und Mack. Die Hauptstimme sang Freddie Mercury, Roger Taylor übernahm teilweise die Backing Vocals sowie die Vocoder-Stimme. Gastmusiker Fred Mandel, der die Band bei der vorangegangenen Tournee als Keyboarder begleitet hatte, arrangierte und programmierte größtenteils die Synthesizer. Die Bass-Linie des Lieds wurde mit einem Roland Jupiter 8 und dessen integriertem Arpeggiator eingespielt, weitere Sounds kamen aus einem Roland VP-330 Vocoder. Zusätzlich spielten John Deacon Bass-Gitarre (Fender Precision Bass) und Brian May E-Gitarre (Red Special).

## Text
Zum Schreiben des Stücks ließ sich Roger Taylor von seinem damals dreijährigen Sohn Felix inspirieren, der eine Radiosendung mit den Worten „radio ca ca“ (beziehungsweise „radio poo poo“) kommentierte. Taylor entwickelte daraus den Titel, erst danach schrieb er den Liedtext. Radio Ga Ga thematisiert laut Taylor die historische Bedeutung des Radios vor dem Aufkommen des Fernsehens und zugleich die wichtige Rolle, die das Radio für ihn persönlich gespielt hat – so hätte er im Radio, etwa im Programm des Senders Radio Luxemburg, zum ersten Mal Rock ’n’ Roll (unter anderem Bill Haley und Elvis Presley) gehört. 
Demgegenüber hätte Jahrzehnte später – zur Zeit der Entstehung von Radio Ga Ga – das Visuelle gerade in Amerika bereits eine größere Bedeutung als die Musik selbst erlangt, wie Taylor erklärte. Das Lied thematisiert diesen durch das Fernsehen und die Musikvideos bewirkten Wandel (der zum Beispiel im Musikkanal MTV zum Ausdruck kam): “We watch the shows – we watch the stars / On videos for hours and hours / We hardly need to use our ears / How music changes through the years.” 
Die historisch einflussreiche Rolle des Radios betonend, nimmt der Text des Weiteren auf zwei bedeutende Hörfunkereignisse Bezug. Er verweist zum einen („through wars of worlds – invaded by Mars“) auf das 1938 ausgestrahlte Hörspiel Krieg der Welten von Orson Welles und zum anderen („you’ve yet to have your finest hour“) auf Winston Churchills Rede This Was Their Finest Hour aus dem Jahr 1940.

## Veröffentlichungen
Queen veröffentlichten Anfang 1984 drei verschiedene Versionen von Radio Ga Ga. Die 5:47 Minuten lange Albumfassung aus The Works erschien – im Gegensatz zu I Want to Break Free und Hammer to Fall – in unveränderter Form als Single. Mit Radio Ga Ga entschied sich die Band erstmals für einen von Roger Taylor geschriebenen Titel als Vorab-Single-Auskoppelung. Auf der B-Seite ist der Titel I Go Crazy zu hören, der nicht auf dem Album vertreten ist. 
Die 12″-Maxi-Single enthält eine Instrumentalfassung sowie eine „Extended Version“ von Radio Ga Ga. Letztere erschien 1991 auch als Bonustrack der von Hollywood Records in Nordamerika veröffentlichten CD-Ausgabe von The Works. Radio Ga Ga erschien außerdem unter anderem auf Queens Kompilationen Greatest Hits II (1991) und Absolute Greatest (2009). Ein im 5.1-Surround-Sound von Justin Shirley-Smith produzierter Mix des Lieds ist auf Queens 2003 veröffentlichter DVD Greatest Video Hits 2 enthalten.

## Musikvideo
Regisseur des Musikvideos ist David Mallet, der zuvor bereits bei Queens Videoclips zu Bicycle Race (1978) und Under Pressure (1981) Regie geführt hat. Das Video zu Radio Ga Ga enthält Szenen aus Fritz Langs 1927 erschienenem Science-Fiction-Stummfilm Metropolis. 1984 veröffentlichte Giorgio Moroder eine gekürzte, neu bearbeitete Fassung des Films. Moroder produzierte dafür einen Pop-Soundtrack, auf dem auch Freddie Mercury mit Love Kills (dessen Ursprung in Aufnahmesessions von Queen liegt) zu hören ist. Dies ermöglichte es Queen, Filmausschnitte für ihr Video zu verwenden.
Die Ausschnitte mussten von den DDR-Filmbehörden gekauft werden, da diese die Urheberrechte innehatten. Der Videoclip zu Radio Ga Ga enthält darüber hinaus kurze Ausschnitte aus Musikvideos der Band, wie beispielsweise Bohemian Rhapsody und Flash. Das Video war 1984 bei den erstmals verliehenen MTV Video Music Awards in der Kategorie „Best Art Direction“ nominiert.

## Liveaufführungen
Radio Ga Ga stand nach seiner Veröffentlichung bei sämtlichen Tourneen von Queen auf dem Programm. Von 1984 bis 1985 war es in der Setlist als letzter Titel vor der Zugabe platziert, 1986 spielte die Band das Lied als erste Zugabe. 1985 beim Benefizkonzert Live Aid ging Bohemian Rhapsody direkt über in eine gekürzte Fassung von Radio Ga Ga. Begleitet wurden Queens Live-Aufführungen jeweils durch den vom Musikvideo übernommenen charakteristischen Klatschrhythmus des Publikums. Mitschnitte von Queens Live-Interpretationen erschienen unter anderem auf den Alben Live Magic (in einer unvollständigen Fassung) und Live at Wembley ’86. Beim Freddie Mercury Tribute Concert 1992 interpretierte Paul Young das Lied als Gastsänger der drei verbliebenen Bandmitglieder.
Als Roger Taylor (als Leadsänger) und Brian May 2002 im Londoner Buckingham Palace beim Festival „Party at the Palace“ (anlässlich des goldenen Jubiläums von Queen Elisabeth II.) ihren Auftritt mit Radio Ga Ga eröffneten, wurden sie am Schlagzeug von Phil Collins begleitet. Auch bei den Konzerten von Queen + Paul Rodgers von 2005 bis 2008 stand der Titel auf dem Programm – gemeinsam gesungen von Taylor und Paul Rodgers. Eine Live-Aufnahme wurde beispielsweise auf Return of the Champions veröffentlicht. Bei Solo-Tourneen und Auftritten mit der SAS Band sang Roger Taylor das Stück ebenfalls live.

## Rezeption

### Chartplatzierungen
| ChartsChartplatzierungen       | Höchstplatzierung | Wochen/ Monate |
| ------------------------------ | ----------------- | -------------- |
| Deutschland (GfK)              | 2 (18 Wo.)        | 18 Wo.         |
| Österreich (Ö3)                | 2 (2,5 Mt.)       | 2,5 Mt.        |
| Schweiz (IFPI)                 | 3 (12 Wo.)        | 12 Wo.         |
| Vereinigte Staaten (Billboard) | 16 (13 Wo.)       | 13 Wo.         |
| Vereinigtes Königreich (OCC)   | 2 (11 Wo.)        | 11 Wo.         |

| ChartsJahrescharts (1984)    | Platzierung |
| ---------------------------- | ----------- |
| Deutschland (GfK)            | 25          |
| Österreich (Ö3)              | 22          |
| Schweiz (IFPI)               | 25          |
| Vereinigtes Königreich (OCC) | 26          |

### Auszeichnungen für Musikverkäufe
| Land/Region                  | Auszeichnungen für Musikverkäufe (Land/Region, Auszeichnung, Verkäufe) | Verkäufe  |
| ---------------------------- | ---------------------------------------------------------------------- | --------- |
| Dänemark (IFPI)              | Gold                                                                   | 45.000    |
| Deutschland (BVMI)           | Gold                                                                   | 300.000   |
| Italien (FIMI)               | Platin                                                                 | 50.000    |
| Neuseeland (RMNZ)            | 2× Platin                                                              | 60.000    |
| Spanien (Promusicae)         | Platin                                                                 | 60.000    |
| Vereinigte Staaten (RIAA)    | Platin                                                                 | 1.000.000 |
| Vereinigtes Königreich (BPI) | 2× Platin                                                              | 1.200.000 |
| Insgesamt                    | 2× Gold · 7× Platin ·                                                  | 2.715.000 |

Hauptartikel: Queen (Band)/Auszeichnungen für Musikverkäufe

## Coverversionen
Unter anderem folgende Interpreten nahmen Coverversionen von Radio Ga Ga auf:
- 1987: VSOP – Vienna Symphonic Orchestra Project (Medley mit Bohemian Rhapsody und We Are the Champions; Album Symphonic Rock – Die Wiener Symphoniker spielen Klassiker der Rockmusik)
- 1988: Elaine Paige (The Queen Album; produziert von Mike Moran)
- 1996: Queen Dance Traxx feat. DJ Bobo (Album: Queen – Dance Traxx I)
- 2001: Transistorhythm
- 2004: Electric Six (Single; Album Señor Smoke, 2005)
- 2007: Groove Phenomenon („Funky Radio [Radio Ga Ga 2007]“)